# D. J. Caruso
Daniel John „D. J.” Caruso (Norwalk, Connecticut, 1965. január 17. –) amerikai filmrendező, producer.
Legismertebb munkái A negyedik, a Sasszem, a Disturbia, a Pénz beszél.
Televíziós sorozathoz is rendezett epizódokat (A harc törvénye, Sötét angyal, Kemény zsaruk, Smallville). 2007-ben rendezte első zenei videóját, a This World Fair Don't Make Me Wait című dalához.  Vendégként zsűritagja volt a FOX On the Lot című valóságshowjának. 2009-ben újabb zenei videót rendezett az Airborne Toxic Event Sometime Around Midnight című dalához.

## Fiatalkora
Caruso Norwalkban (Connecticut) született olasz származású családban, ott is érettségizett 1983-ban, majd a Pepperdine Universityn tanult tovább.

## Pályafutása
Első filmje rendezőként a 2002-es Igazság helyett volt Val Kilmer főszereplésével. 2004-ben Caruso rendezte az Életeken át című thrillert Angelina Jolie, Ethan Hawke és Kiefer Sutherland főszerepével, mely nem hozott akkor sikert, mint azt várták. 2005-ben a következő közepes rendezése volt a Pénz beszél, majd 2007-ben a Disturbia volt az első nagy sikert arató filmje, mely 20 milliós költségvetése mellett több mint 117 millió dolláros bevételre tett szert. A Disturbia után a Sasszem forgatásán ismét Shia LaBeouffel dolgozott együtt Caruso, melyet 2008-ban mutattak be a mozik. Bár a kritikai visszhangja vegyes volt, a pénzügyi sikert elérte 201 milliós árbevételével. 2011-ben rendezte A negyedik című sci-fi akciófilmet.
2007-es hírek szerint Caruso rendezte volna az Y: The Last Man című képregény filmadaptációját. Caruso a forgatókönyv befejezését 2008 nyárra, a forgatást pedig őszre tervezte. A forgatókönyv az eredeti tervezet alapján készült, melyet Brian K. Vaughan, a képregény írója írt. Később egy 2010-es cikk arról számolt be, hogy Caruso helyett Louis Leterrier (A hihetetlen Hulk, A titánok harca) filmesíti meg a képregényt.
Hosszas késlekedés és több stúdió és rendezőváltás után Caruso azt írta Twitter blogján, hogy ő rendezi a Preacher című képregény filmváltozatát. Az IMDb adatbázisában egyelőre 2014-es bemutató dátummal szerepel a film.

## Magánélete
1991-ben vette feleségül Holly Kuespertet, öt gyermekük született.

## Filmográfia
| Év        | Cím                       | Megjegyzés                   |
| --------- | ------------------------- | ---------------------------- |
| 1996      | VR.5                      | Televíziós sorozat, 1 epizód |
| 1996      | High Incident             | Televíziós sorozat           |
| 1997      | Cyclops, Baby             |                              |
| 1998      | Black Cat Run             |                              |
| 1998      | Buddy Faro                | Televíziós sorozat           |
| 1999      | A harc törvénye           | Televíziós sorozat, 1 epizód |
| 1999      | Mind Prey                 | TV film                      |
| 1999      | The Strip                 | Televíziós sorozat           |
| 2001      | Sötét angyal              | Televíziós sorozat, 1 epizód |
| 2001      | Going to California       | Televíziós sorozat           |
| 2002      | Robbery Homicide Division | Televíziós sorozat, 2 epizód |
| 2002      | Igazság helyett           | Első filmrendezése           |
| 2002      | Smallville                | Televíziós sorozat, 1 epizód |
| 2002–2006 | Kemény zsaruk             | Televíziós sorozat, 4 epizód |
| 2004      | Életeken át               | Film                         |
| 2005      | Pénz beszél               | Film                         |
| 2005      | Over There                | Televíziós sorozat, 1 epizód |
| 2007      | Disturbia                 | Film                         |
| 2008      | Sasszem                   | Film                         |
| 2011      | A negyedik                | Film                         |
| 2011      | Inside                    | Film                         |
| 2012      | The Goats                 | Utómunkálatok                |